# Windmühle Remels
Die Windmühle Remels ist eine zweistöckige Holländerwindmühle in Remels, dem Hauptort der Gemeinde Uplengen im Landkreis Leer (Ostfriesland). Sie ist eine von noch drei erhaltenen Windmühlen in der Gemeinde und wurde 1803 erbaut.
Bereits im 16. Jahrhundert gab es in Remels eine Mühle, die der Kirchengemeinde gehörte. Sie stand auf ebenfalls kircheneigenem Grundstück im Ortskern. Als Nachfolger für eine abgegangene Mühle wurde der jetzige Galerieholländer erbaut. Er verfügte über einen Mahl- und einen Peldegang zur Herstellung von Graupen sowie einen Ölschlag. Der Müller wurde in jenen Tagen nicht mit Geld entlohnt, sondern erhielt vielmehr einen Anteil am gemahlenen Getreide, in der Regel ein Sechzehntel der gelieferten Menge. Die Menge wurde nicht gewogen, sondern in einem geeichten Mattfatt (Maßfass) gemessen. Für den Prediger, den Pastoren und den Küster musste der Müller laut Armenrechnungsbuch aus den Jahren 1803 und 1804 jedoch kostenlos mahlen, daneben hatte der jeweilige Schützenkönig des Jahres das Recht, sein Getreide kostenfrei verarbeiten zu lassen.
Die Mühle ging 1847 als Erbpacht in den Besitz des Müllermeister Johann Christian Janshen aus Westerstede über, der die Mühle komplett neu errichten ließ. Getreide für die Mahlgänge wurde in der zweiten Hälfte des 19. Jahrhunderts nicht ausschließlich auf dem Landweg, sondern auch auf dem zu jener Zeit bis Remels fertiggestellten Nordgeorgsfehnkanal herbeigeschafft.
1902 fanden größere Umbaumaßnahmen statt: Der Ölschlag wurde ausgetauscht, der Steert gegen eine Windrose ausgewechselt und die Segelgatterflügel gegen Jalousieflügel. Ein Dieselmotor als Antrieb bei Windstille kam hinzu. Ab 1950 pachtete der heimatvertriebene ostpreußische Müllermeister Fritz Haupt die Mühle. 1958, ein Jahr nach der Verabschiedung des Mühlenstillegungsgesetzes gegen den ruinösen Wettbewerb unter den Mühlen, wurde auch die Remelser Windmühle stillgelegt. Eigentümer Christian Janshen nutzte die Mühle bis 1962 noch als Lager, im Jahr darauf kaufte die Gemeinde Remels das Anwesen und begann mit der Restaurierung.
Die Flügel der Mühle sind noch funktionstüchtig und drehen sich, die Mühlentechnik ist teilweise noch vorhanden, jedoch nicht funktionsfähig. Die Gemeinde Uplengen als Nachfolgerin der Gemeinde Remels nutzt die Mühle als Standesamt und für die Ausstellung landwirtschaftlicher Geräte.